# La donna cannone
La donna cannone è un brano musicale del cantautore italiano Francesco De Gregori, pubblicato per la prima volta nel 1983 nel mini-LP omonimo e nel singolo La donna cannone/Canta canta.

## Descrizione
La canzone è ispirata da un articolo di cronaca intitolato La donna cannone molla tutti e se ne va, che raccontava la crisi di un circo ormai orfano del suo numero di maggior successo fuggito per inseguire un suo grande amore dato che a quell'epoca "le regole del circo" non lo permettevano. Il trafiletto recitava:
Il brano fece da sottofondo musicale alle scene conclusive del film Flirt (1983) di Roberto Russo e Monica Vitti e utilizzato in alcune scene del film Il grande cocomero (1993) di Francesca Archibugi.
Molti in passato dissero che La donna cannone fu scritta per Mia Martini, anche se nel 1996 a margine di un'intervista con Fabio Fazio ai microfoni della trasmissione Musica e parole trasmessa su Rai Radio 2 lo stesso De Gregori negò di aver scritto questa canzone per lei.
Nel 2014 De Gregori ha riarrangiato il brano per l'album Vivavoce, uscito nello stesso anno: tale versione è stata estratta come secondo singolo dal sopracitato album il 10 novembre 2014.
La donna cannone è stata oggetto di varie reinterpretazioni da parte di vari artisti, di seguito sono elencati i più rilevanti:
- Ornella Vanoni nell'album Ornella &... del 1986.[5]
- Anna Oxa con i New Trolls nell'album Oxa live con i New Trolls del 1990.
- Ricchi e Poveri nell'album Allegro italiano del 1992.[6]
- Ufo Piemontesi  nell'album Buonanotte ai suonatori del 1992.[7]
- Schola Cantorum, nell'album Schola Cantorum del 1995.[8]
- Ivana Spagna, nell'album La nostra canzone del 2001.[9]
- Silvia Salemi, nell'album Music Farm Compilation del 2004[10]
- Mafalda Minnozzi, nell'album Controvento del 2007.[11]
- Mango, nell'album Acchiappanuvole del 2008.[12]
- Lorenzo Fragola, la cui versione, pubblicata come singolo, è stata inserita nell'album Zero Gravity del 2016.
- Gianna Nannini, pubblicata nel 2020 come singolo.

Nel 2020 La donna cannone è stato incluso tra i 45 brani più belli della musica italiana all'interno dell'evento radiofonico I Love My Radio.